# Iglesia de San Martín (Fontanillas)

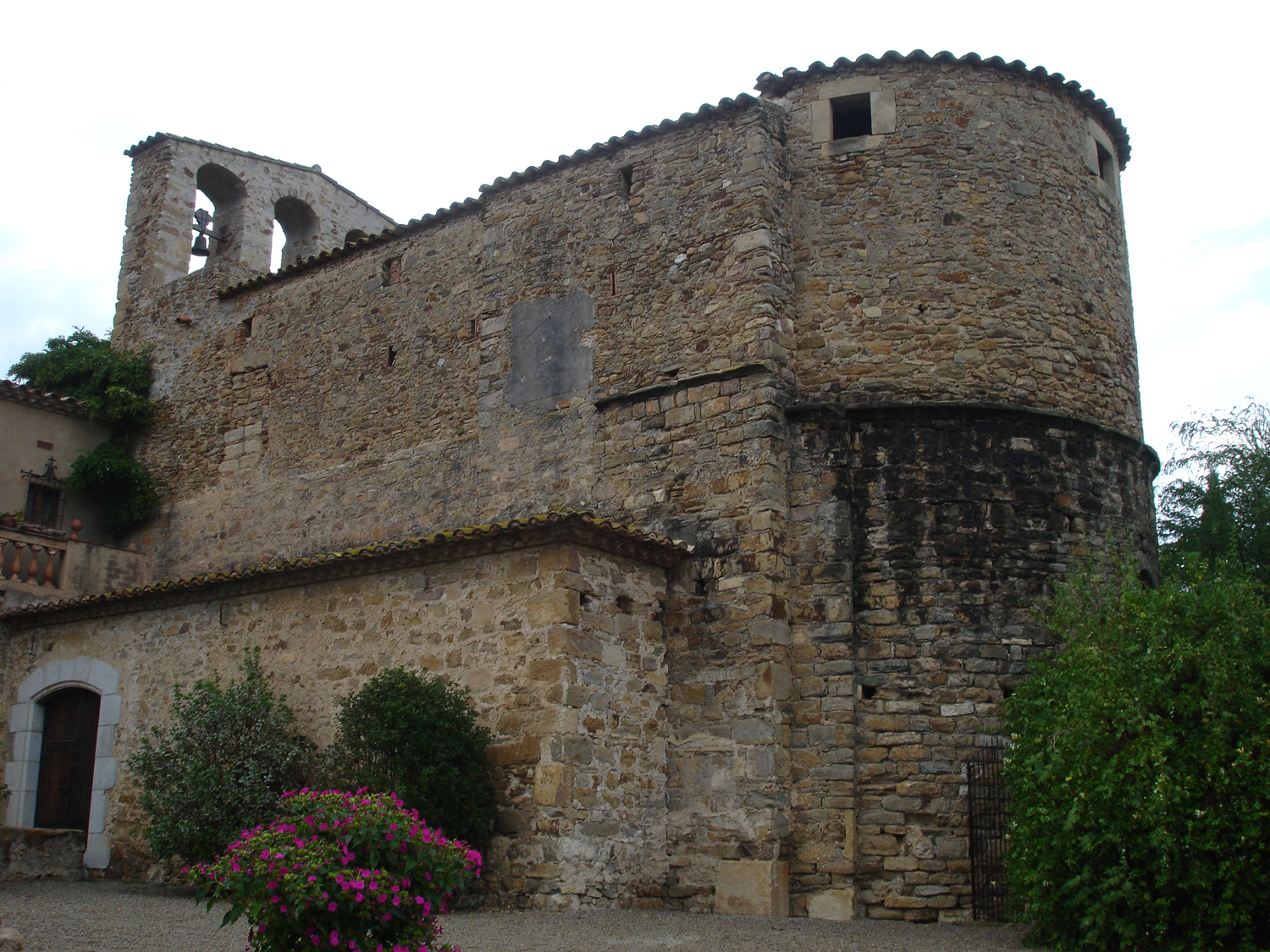
Iglesia de San Martín de Fontanillas.

La iglesia de San Martín de Fontanillas (en catalán Sant Martí de Fontanilles) es de origen románico y data del siglo XII. Está situada en la pequeña localidad de Fontanillas, en la provincia de Gerona, Cataluña (España).

## Arquitectura
El templo está formado por una única nave, cubierta por una bóveda apuntada y acabada en un ábside semicircular.